# Ajbiek Jensiechanow
Ajbiek Amanbiekowicz Jensiechanow (ur. 23 marca 1988) – kazachski zapaśnik w stylu klasycznym. Zajął 24. miejsce na mistrzostwach świata w 2014. Srebrny medal na mistrzostwach Azji w 2010 i brązowy w 2014. Piąty w igrzyskach azjatyckich w 2006. Czwarty w Pucharze Świata w 2016 i jedenasty w 2011. Wicemistrz świata juniorów i mistrz Azji juniorów z 2007 roku.